# Raoul (spectacle)
Pour les articles homonymes, voir Raoul.
Raoul est un spectacle de cirque, danse, théâtre, écrit et interprété par James Thierrée, créé à Namur en avril 2009.

## Présentation
Le spectacle reprend les thèmes de James Thierrée : univers enchantés ou inquiétants, machines de spectacle, animaux fantasmatiques ou oniriques (lotte géante, squelette d'oiseau préhistorique, etc.),,.
La scénographie de Raoul s'organise autour d'une cabane faite de tôles, de tubes, et de matériaux de recyclage constituant l'habitation du personnage de Raoul, possible SDF aux délires schizophrènes et hanté de visions.
La musique du spectacle a été composée en partie par Matthieu Chedid.